# Wilhelm Diegelmann
Wilhelm Diegelmann (Neuhof, 28 settembre 1861 – Berlino, 1º marzo 1934) è stato un attore tedesco.

## Biografia
Nato nel 1861 in Assia, a Neuhof, Wilhelm Diegelmann iniziò giovanissimo la sua carriera teatrale nel 1878 presso il coro del teatro dell'Opera di Francoforte. Nel 1881, fece il suo debutto allo Stadttheater, recitando poi in ruoli da protagonista in testi del repertorio classico come Wallenstein di Schiller, Nathan il saggio di Lessing e Re Lear di Shakespeare. Trasferitosi a Berlino all'inizio del secolo, Diegelmann recitò al Deutsches Theater. In seguito, calcò anche le tavole del palcoscenico del Berliner Theater, del Großes Schauspielhaus e del Deutsches Künstlertheater.
Si avvicinò al cinema nel 1913, in un film di impianto teatrale diretto dal grande regista Max Reinhardt, Die Insel der Seligen: fu il primo di una carriera che copre due decenni e, nel corso della quale, si trovò a recitare sotto la direzione di alcuni tra i più grandi registi del cinema tedesco, come Paul Leni, Ewald André Dupont, Ernst Lubitsch, Fritz Lang, Friedrich Wilhelm Murnau.
L'attore, che morì a Berlino all'età di 72 anni, lavorò fino alla fine. Apparve per l'ultima volta sullo schermo in Der Schimmelreiter, una pellicola che uscì ad Amburgo il 12 gennaio 1934, poco prima della sua morte, avvenuta il 1º marzo dello stesso anno.

## Filmografia
La filmografia - basata su IMDb - è completa.

### 1913
- Die Insel der Seligen, regia di Max Reinhardt (1913)

### 1914
- Gli spiriti in casa del professore (Stuart Webbs: Der Spuk im Haus des Professors), regia di Joe May (1914)
- Das Fischermädchen von Manholm, regia di Joe May (1914)

### 1915
- Frau Annas Pilgerfahrt, regia di Carl Wilhelm (1915)
- Lache Bajazzo, regia di Richard Oswald (1915)
- Robert und Bertram, die lustigen Vagabunden, regia di Max Mack (1915)
- Teufelchen
- Die Wellen schweigen, regia di Rudolf Biebrach (1915)
- Der Onkel aus Amerika, regia di Hans Hyan (1915)

### 1916
- Nebel und Sonne, regia di Joe May (1916)
- Das Kind des Anderen, regia di Yevgeni Chervyakov (come Evgenij Cervâkov) (1916)
- Benjamin, der Schüchterne, regia di William Karfiol (1916)
- Alles aus Gefälligkeit, regia di Eugen Burg (1916)

### 1917
- Hoch klingt das Lied von U-Boot-Mann, regia di Kurt Matull (1917)
- Hans Trutz nel paese di cuccagna (Hans Trutz im Schlaraffenland), regia di Paul Wegener (1917)
- Der Vetter aus Mexiko, regia di Ferry Sikla (1917)
- Prima Vera, regia di Paul Leni (1917)
- Der Fall Hirn, regia di Max Mack (1917)
- Du sollst keine anderen Götter haben, regia di Adolf Gärtner (1917)
- Der Golem und die Tänzerin, regia di Rochus Gliese e Paul Wegener (1917)
- Das Licht in der Nacht, regia di Emil Albes (1917)

### 1918
- Wir von Gottes Gnaden... Hoheit Vater und Sohn, regia di Ernst Reicher (1918)
- Suchomlinow
- Il principe Sami, regia di Ernst Lubitsch (1918)
- Gesucht ein Mann, der ein Mann ist, regia di Danny Kaden (1918)
- Sein bester Freund, regia di Uwe Jens Krafft (1918)
- Othello, regia di Max Mack (1918)
- Mitternacht, regia di Ewald André Dupont (1918)
- Das Dreimäderlhaus, regia di Richard Oswald (1918)
- Das rollende Hotel, regia di Harry Piel  (1918)
- Der Rattenfänger von Hameln, regia di Paul Wegener (1918)
- Sangue gitano (Carmen), regia di Ernst Lubitsch (1918)
- Wanderratten
- Opfer um Opfer
- Der geprellte Don Juan

### 1919
- Um Krone und Peitsche
- Die Hexe von Norderoog, regia di Hubert Moest (1919)
- Die Prostitution, 1. Teil - Das gelbe Haus
- Veritas vincit, regia di Joe May (1919)
- Das Buch Esther
- Anders als die Andern, regia di Richard Oswald (1919)
- Crucifige (Kreuzigt sie!), regia di Georg Jacoby (1919)
- Die Sünderin, regia di Léo Lasko (1919)
- Der Wirrwarr
- Die Maske
- Prinz Kuckuck - Die Höllenfahrt eines Wollüstlings, regia di Paul Leni (1919)
- Ut mine stromtid
- Die Geächteten, regia di Joseph Delmont (1919)
- Das Derby - Ein Detektivroman auf dem grünen Rasen
- Alles verkehrt
- Fräulein Zahnarzt, regia di Joe May (1919)
- Die Braut des Entmündigten, regia di Erik Lund (1919)
- Der neue Herr Generaldirektor
- Der Blick in den Abgrund

### 1920
- Gentlemen-Gauner
- Der Sklave seiner Leidenschaft
- Alkohol
- Eleonora Vogelsang o La mia vita per il tuo onore (Monica Vogelsang), regia di Rudolf Biebrach (1920)
- Opfer
- Die Herrin der Welt 6. Teil - Die Frau mit den Millionarden, regia di Uwe Jens Krafft (1920)
- Maria Magdalene
- Der Amönenhof, regia di Uwe Jens Krafft (1920)
- Können Gedanken töten?
- Patience, regia di Felix Basch e Paul Leni (1920)
- Schneider Wibbel, regia di Manfred Noa (1920)
- Das große Licht
- Kri-Kri, die Herzogin von Tarabac, regia di Friedrich Zelnik (1920)
- Die Tragödie eines Großen
- Der verbotene Weg
- Der Henker von Sankt Marien
- Opfer seines Leichtsinns
- Die Legende von der heiligen Simplicia
- Der Schädel der Pharaonentochter, regia di Otz Tollen (1920)
- Der Apachenlord
- Anna Bolena (Anna Boleyn), regia di Ernst Lubitsch (1920)
- Präsident Barrada, regia di Erik Lund e, non accreditato, Joseph Delmont (1920)
- Das Haupt des Juarez
- Sinnesrausch
- Die Verschleierte

### 1921
- Der Dummkopf
- Mein Mann - Der Nachtredakteur
- Hannerl und ihre Liebhaber, regia di Felix Basch (1921)
- Planetenschieber
- Haschisch, das Paradies der Hölle
- Complotto (Die Verschwörung zu Genua), regia di Paul Leni (1921)
- Die unsichtbare Gast
- Lo scoiattolo (Die Bergkatze), regia di Ernst Lubitsch (1921)
- Lady Godiva
- Aus den Tiefen der Großstadt
- Aus dem Schwarzbuch eines Polizeikommissars, 1. Teil - Loge Nr. 11
- Der Friedhof der Lebenden
- Die Fremde aus der Elstergasse
- Entgleist
- Die Furcht vor dem Weibe
- Trix, der Roman einer Millionärin
- Was der Totenkopf erzählt
- Der Silberkönig, 1. Teil - Der 13. März, regia di Erik Lund (1921)
- Der Leidensweg eines Achtzehnjährigen
- Die Geliebte Roswolskys
- Der Silberkönig, 2. Teil - Der Mann der Tat, regia di Erik Lund (1921)
- Der Silberkönig, 3. Teil - Claim 36, regia di Erik Lund (1921)
- Die Geierwally, regia di Ewald André Dupont (1921)
- Der Silberkönig, 4. Teil - Rochesterstreet 29, regia di Erik Lund (1921)
- Aus den Memoiren einer Filmschauspielerin, regia di Friedrich Zelnik (1921)
- Destino (Der müde Tod), regia di Fritz Lang (1921)
- Die schwarze Pantherin
- Der vergiftete Strom
- Das indische Grabmal erster Teil - Die Sendung des Yoghi, regia di Joe May (1921)
- Der Schatten der Gaby Leed
- Julot der Apache
- Das begrabene Ich
- Das Mädel von Picadilly, 1. Teil
- Das Mädel von Picadilly, 2. Teil
- Kean, regia di Rudolf Biebrach (1921)
- Pariserinnen

### 1922
- C.d.E.
- Die Dame und der Landstreicher
- Bardame
- Der Mann aus Stahl
- Der Paradiesapfel
- Der Graf von Charolais
- Der böse Geist
- Dr. Gyllenborgs doppeltes Gesicht
- Die Schuhe einer schönen Frau
- Lucrezia Borgia, regia di Richard Oswald (1922)
- Herzog Ferrantes Ende, regia di Paul Wegener e, non accreditato, Rochus Gliese (1922)
- Die Geliebte des Königs, regia di Frederic Zelnik (1922)[2]
- Der blinde Passagier
- Fantasma (Phantom), regia di Friedrich Wilhelm Murnau (1922)
- Die Flucht in die Ehe. Der große Flirt
- Das Feuerschiff
- Bigamie, regia di Rudolf Walther-Fein (1922)
- Der falsche Dimitri, regia di Hans Steinhoff (1922)
- Lola Montez, die Tänzerin des Königs, regia di Willi Wolff (1922)
- Turfpiraten
- Se. Exzellenz der Revisor, regia di Frederic Zelnik (1922)
- Schminke
- Jiu-Jitsu-Meisterin
- Die schwarze Paula
- Die Jagd nach der Frau, regia di Bruno Ziener (1922)
- Der politische Teppich
- Der große Wurf

### 1923
- Martin Luther
- Der Mann mit der eisernen Maske
- Der Liebe Pilgerfahrt
- Der steinerne Reiter, regia di Fritz Wendhausen (1923)
- Friedrich Schiller - Eine Dichterjugend
- Das Weib auf dem Panther
- Der zweite Schuß, regia di Maurice Krol (1923)
- Der Schatz der Gesine Jakobsen
- Der Menschenfeind, regia di Rudolf Walther-Fein (1923)
- Der Mensch am Wege
- Der Tiger des Zirkus Farini
- Wilhelm Tell, regia di Rudolf Dworsky, Rudolf Walther-Fein (1923)
- Das brennende Geheimnis, regia di Rochus Gliese (1923)
- Der Sieg des Maharadscha
- Dr. Sacrobosco, der große Unheimliche
- Der Regattafürst
- Das Kabinett des Dr. Segato

### 1924
- Die letzte Maske, regia di Emmerich Hanus (1924)
- Dudu, ein Menschenschicksal
- Der Klabautermann
- Der Weg zu Gott
- Der Löwe von Venedig
- Maternità (Mutter und Kind), regia di Carl Froelich (1924)
- Mensch gegen Mensch
- Wege der Liebe
- Um eine Million, regia di Joseph Delmont (1924)
- Das Rennen des Todes, regia di Nico Zeh (1924)

### 1925
- Kampf um die Scholle, regia di Erich Waschneck (1925)
- Aschermittwoch, regia di Wolfgang Neff (1925)
- Des Lebens Würfelspiel, regia di Heinz Paul (1925)
- Die vom Niederrhein, regia di Rudolf Walther-Fein, Rudolf Dworsky (1925)
- Das alte Ballhaus - 1. Teil, regia di Wolfgang Neff (1925)
- Das alte Ballhaus - 2. Teil, regia di Wolfgang Neff (1925)
- Briefe, die ihn nicht erreichten, regia di Friedrich Zelnik (1925)
- Wenn Du eine Tante hast, regia di Carl Boese (1925)
- Gräfin Mariza, regia di Hans Steinhoff (1925)
- Volk in Not, regia di Wolfgang Neff (1925)
- Das Mädchen mit den Schwefelhölzern, regia di Guido Bagier (1925)
- Das Mädchen mit der Protektion, regia di Max Mack (1925)
- Der Mann im Sattel, regia di Manfred Noa (1925)
- Sumpf und Moral, regia di Rudolf Walther-Fein (1925)
- Im Krug zum grünen Kranze, regia di Heinrich Lisson (1925)
- Entsiegelte Lippen, regia di Bruno Eichgrün (1925)
- Die vom Niederrhein, 2. Teil, regia di Rudolf Walther-Fein (1925)
- Die Kleine aus Amerika, regia di Josef Stein (1925)
- Der Herr Generaldirektor, regia di Fritz Wendhausen (1925)

### 1926
- Die Gesunkenen, regia di Rudolf Walther-Fein e Rudolf Dworsky (1926)
- Grüß mir das blonde Kind am Rhein, regia di Carl Boese (1926)
- Il mulino di San Souci (Die Mühle von Sanssouci), regia di Siegfried Philippi e Frederic Zelnik (1926)
- Gretchen Schubert, regia di Karl Moos (1926)
- Schwiegersöhne, regia di Hans Steinhoff (1926)
- Wien - Berlin, regia di Hans Steinhoff (1926)
- Herbstmanöver, regia di Wolfgang Neff (1926)
- Zopf und Schwert - Eine tolle Prinzessin, regia di Victor Janson, Rudolf Dworsky (1926)
- Wien, wie es weint und lacht, regia di Rudolf Walther-Fein, Rudolf Dworsky (1926)
- Überflüssige Menschen, regia di Aleksandr Razumnyj (1926)
- Die lachende Grille, regia di Friedrich Zelnik (1926)
- Das Lebenslied, regia di Arthur Bergen (1926)
- Die Waise von Lowood, regia di Kurt Bernhardt (Curtis Bernhardt) (1926)
- Gern hab' ich die Frauen geküßt, regia di Bruno Rahn (1926)

### 1927
- Brennende Grenze, regia di Erich Waschneck (1927)
- Mädchenhandel - Eine internationale Gefahr, regia di Jaap Speyer (1927)
- Einer gegen alle, regia di Nunzio Malasomma (1927)
- Arme kleine Colombine, regia di Franz Seitz (1927)
- Die Lorelei, regia di Wolfgang Neff (1927)
- Halloh - Caesar!, regia di Reinhold Schünzel (1927)
- Ich war zu Heidelberg Student, regia di Wolfgang Neff] (1927)
- Regine, die Tragödie einer Frau, regia di Erich Waschneck (1927)
- Ein schwerer Fall, regia di Felix Basch (1927)
- Ich habe im Mai von der Liebe geträumt, regia di Franz Seitz (1927)
- Die 3 Niemandskinder o Die drei Niemandskinder, regia di Fritz Freisler (1927)

### 1928
- Violantha, regia di Carl Froelich (1928)
- Luther, regia di Hans Kyser (1928)
- Jahrmarkt des Lebens, regia di Béla Balogh (come Bela von Balogu) (1928)
- Das Spreewaldmädel, regia di Hans Steinhoff (1928)
- Das deutsche Lied, regia di Georg Germanus, Karl Pindl (1928)
- Das Hannerl von Rolandsbogen, regia di Wolfgang Neff (1928)

### 1929
- Großstadtjugend, regia di Rudolf Walther-Fein (1929)
- Es flüstert die Nacht, regia di Victor Janson (1929)
- La danzatrice di corda (Katharina Knie), regia di Karl Grune (1929)

### 1930
- Wenn du noch eine Heimat hast, regia di Siegfried Philippi (1930)
- L'angelo azzurro (Der blaue Engel), regia di Josef von Sternberg (1930)

### 1931
- Kaiserliebchen, regia di Hans Tintner (1931)
- Die Faschingsfee, regia di Hans Steinhoff (1931)
- Der wahre Jakob, regia di Hans Steinhoff (1931)
- Ronny, regia di Reinhold Schünzel (1931)

### 1932
- Der Geheimagent, regia di Harry Piel (1932)
- Skandal in der Parkstraße, regia di Franz Wenzler (1932)
- Großstadtnacht, regia di Fyodor Otsep (1932)

### 1933
- Uno dei tanti  (Hans Westmar), regia di Franz Wenzler (1933)
- Das Tankmädel, regia di Hans Behrendt (1933)

### 1934
- Der Schimmelreiter, regia di Hans Deppe e Curt Oertel (1934)